# Designblok
Designblok (Prague International Design Festival) je největší, nejvýznamnější a nejnavštěvovanější přehlídkou současného designu a módy v České republice a ve střední Evropě. Orientuje na design a všechny jeho oblasti. Představuje díla designérů a producentů z celé Evropy. Návštěvníci si mohou prohlédnout interiérové expozice, prezentace šperků, oděvů i užitkový design. Designblok probíhá každoročně v Praze formou samostatných výstav, prezentací v galeriích a prodejních místech. Dění v konkrétních místech se odehrává v produkci jednotlivých subjektů.

## Založení Designbloku
Designblok byl založen v roce 1999 v Praze a první výstavu zorganizovali jeho zakladatelé Jana Zielinski a Jiří Macek – ředitelé agentury Profil Media. Jejich záměrem bylo přinést do České republiky přehlídku srovnatelnou se zahraničními týdny designu a seznámit veřejnost s domácí i světovou designovou tvorbou.

## Kdy a kde se pořádá
Designblok se tradičně pořádá v Praze začátkem října a trvá od pondělí do pátku. Každý rok zvolí vystavovatelé jeden hlavní objekt, který představí hlavní myšlenku ročníku. Vedle něj je pro návštěvníky otevřeno mnoho dalších míst, jako jsou galerie, showroomy, studia, pop-up obchody a další. Nechybějí speciální programy vytvořené pro tuto příležitost.

## Kdo se ho účastní
Designblok tradičně uvádí tvorbu designérů a výrobců z celé Evropy, nalezneme zde prestižní a zavedené značky, ale i tvorbu mladých začínajících designerů nebo designerských studií. Pražského festivalu designu se každoročně účastní stovky designérů, firem, studií, umělců i škol. 

## Historie
V roce 1999 byl první ročník Designbloku. Výstavní plocha měla pětadvacet metrů čtverečních a představilo se čtrnáct účastníků. Velmi podobně probíhaly i další ročníky. Zlom nastal v roce 2003, kdy Česká spořitelna poskytla pořadatelům čtyři sta tisíc korun a díky této dotaci se Designblok konal v Pivovarnické vile v Holešovicích, další ročník již vystavoval na ploše dva tisíce metrů v botelu zakotveném u Libeňského ostrova. 
- V roce 2005 se konal 7. ročník ve dnech  4.–9. října a záštitu nad nimi převzali ministr průmyslu a obchodu Milan Urban, ministr kultury Pavel Dostál, ministryně školství, mládeže a tělovýchovy Petra Buzková a primátor hlavního města Prahy Pavel Bém.
- V roce 2006 se konal 8. ročník ve dnech  3.–8. října v River Diamond.
- V roce 2007 se konal 9. ročník ve dnech  2.–7. října v hale ČKD, Thámova v Karlíně.
- V roce 2008 se konal 10. ročník ve dnech  7.–12. října ve dvou centrech doprovodného programu – Superstudio Corso a Superstudio Dox. K 10. ročníku byly spuštěny i nové webové stránky projektu.
- V roce 2009 se konal 11. ročník ve dnech  6.–11. října, konal se ve čtvrtích nazývaných zónami, první velká zóna se nacházela Na Starém a Novém městě, druhá zóna byly Holešovice a třetí Karlín.
- V roce 2010 se konal 12. ročník první týden v říjnu v budově bývalých Elektrických podniků v Praze poblíž stanice Vltavská.
- V roce 2011 se konal 13. ročník ve dnech  3.–8. října v Superstudiu Futurama, které je součástí karlínského Futurama Business Parku. Navštívilo jej přibližně 25 700 diváků.
- V roce 2012 se konal 14. ročník ve dnech 1.–6. října a přinesl 234 prezentací, které se odehrály na 58 místech po celé Praze. Součástí Designbloku bylo 145 akcí a zúčastnilo se ho 89 interiérových firem, 44 designérských studií a 52 módních návrhářů a značek.
- V roce 2013 se konal 15. ročník ve dnech 7.–12. října, výstava byla umístěná v Superstudiu Nákladové nádraží Žižkov. Tématem byly Ikony.[2]
- V roce 2014 se konal 16. ročník  Designbloku, jehož tématem bylo Dětství. V souladu s tradičním záměrem pořadatelů představovat nejen exponáty, ale i netradiční místa Prahy, se akce konaly mj. v pokojích secesního Grandhotelu Evropa.[3]
- V roce 2015 se 17. ročník Designbloku konal 21.–27. října v Průmyslovém paláci na pražském Výstavišti. Tématem roku byla Svoboda.
- V roce 2016 se 18. ročník festivalu konal  27.–31. října. Protože tento rok byl rokem Olympiády, jako téma byl vybrán Sport. Na Výstavišti Praha v průběhu týdne zavítalo celkem 37 987 návštěvníků.
- v roce 2017 na 19. ročníku konaném od 26. do 28. října představilo svoji tvorbu na téma Jídlo 304 vystavujících ze 13 zemí. Pražský mezinárodní festival designu byl poprvé předčasně ukončen po pádu střešní krytiny z budovy Průmyslového paláce na Výstavišti Praha.
- V roce 2018 se 20. ročníku od 25. do 29. října v prostorách Výstaviště Praha a v Colloredo-Mansfeldském paláci  zúčastnilo rekordních 343 značek, designérů, studií, umělců i škol z dvanácti zemí. Tématem ročníku byla Oslava.
- V roce 2019 se 21. ročník  s tématem Budoucnost se konal od 17. do 21. října 2019 na Výstavišti Praha.
- V roce 2020 se 22. ročník Designbloku s tématem Vášeň konal termínu od 7. do 11. října. Byl přemístěn z Výstaviště Praha do kláštera svatého Gabriela v Holečkově ulici na Smíchově. Z hygienických důvodů  byl doprovodný program přednášek a diskusí přesunut do online prostoru. Rozhovory se zajímavými hosty nabídl divákům prostřednictvím streamu v reálném čase na sociálních sítích. Poprvé v historii Designbloku měli návštěvníci také možnosti zhlédnout 227 instalací online formou 3D prohlídky.
- V roce 2021 se 23. ročník Designbloku konal od 6. do 10. října v prostoru kláštera svatého Gabriela na Smíchově a nově také v Uměleckoprůmyslovém museu v Praze na Starém Městě. Dva výstavní domy nabídly navštěvníkům přes 200 instalací etablovaných designérů, škol i špičkových firem. Instalace a další program festivalu provázelo téma ročníku, kterým bylo Štěstí.
- V roce 2022 proběhl Designblok ve dnech 5. – 9. října ve dvou hlavních výstavních místech, kterými byly klášter svatého Gabriela (Gabriel Loci) na Smíchově a Uměleckoprůmyslové muzeum. Hlavním tématem ročníku byl LES jako zdroj života a zaměřoval se na využití přírodních materiálů. Ústřední instalaci (Designerii) vytvořilo studio MY DVĚ  pod názvem Mikrokosmos  za použití recyklovaných a odpadových materiálů.[4]  Akce se zúčastnilo  na 180 tvůrců z tuzemska i zahraničí. [5] Porota ocenila výjimečné projekty a instalace v osmi kategoriích – nejlepší školní prezentace, nejlepší nábytek, svítidla, bytové doplňky, instalace designéra a výrobce, udržitelný design i Grand Prix (Cena za mimořádný počin, kterou získala Lada Semecká). [6]
- V roce 2023 oslavil Designblok 25. výročí. Festival se konal ve dnech 4.–8. října v Praze ve Veletržním paláci, v zahradách Pražského hradu a v Uměleckoprůmyslovém museu. Tradičně se zapojily také desítky obchodů, studií a showroomů po celé Praze. Tématem jubilejního ročníku byla Cesta. Expozice byly rozděleny na Superstudio (firmy, výrobci a obchody představily výrobky vzniklé ve spolupráci se špičkovými designéry především v oblasti nábytku, svítidel a bytových doplňků) a Openstudio ( vlastní expozice designérů, designérských studií a škol). V zahradách Pražského hradu byly uspořádány dvě mimořádné výstavy: Designblok Cosmos (pojízdná galerie obsahující deset originálních děl ze skla od desítky špičkových designérů) a Made by Fire v Míčovně (sto autorských děl a exponátů ze skla, porcelánu a keramiky od českých tvůrců). [7]  Cenu Grand Prix získala firma Cake Houses za projekt domu, který je zcela přizpůsobitelný na míru majiteli. Poprvé byla udělena Cena veřejnosti, kterou podle hlasování návštěvníků získala expozice firmy Moser. [8][7]